# 勒德納吉里縣
勒德納吉里縣是印度的一個縣，位於該國西部，由馬哈拉施特拉邦負責管轄，面積8,208平方公里，識字率為65.13%，2001年人口1,696,777，人口密度每平方公里207人。

## 外部連結
- Ratnagiri district official website （页面存档备份，存于）